# Apterocis rufonotatus
Apterocis rufonotatus là một loài bọ cánh cứng trong họ Ciidae. Loài này được Perkins miêu tả khoa học năm 1900.